# Greutate specifică
În fizică, greutatea specifică a unei substanțe se definește ca greutatea unei unități de volum din acea substanță. Se notează cu litera greacă {\displaystyle \gamma } (gamma). Greutatea specifică se calculează deci ca raportul dintre greutatea și volumul unui corp; unitatea de măsură în Sistemul Internațional este N/m³. Densitatea este o mărime similară, proporțională cu greutatea specifică:
{\displaystyle \gamma =\rho \cdot g}
unde {\displaystyle \gamma } (gamma) este greutatea specifică, {\displaystyle \rho } (rho) este densitatea, iar g este accelerația gravitațională.
Pentru o substanță care nu este omogenă:
{\displaystyle \rho =\lim _{\Delta V\to 0}{\frac {\Delta m}{\Delta V}},\quad \gamma =\lim _{\Delta V\to 0}{\frac {\Delta G}{\Delta V}}}
unde {\displaystyle \Delta G} este greutatea unui element de volum {\displaystyle \Delta V.}
În Sistemul internațional de unități, greutatea specifică se măsoară în newtoni pe metru cub; mai poate fi exprimată în unitățile tolerate: {\displaystyle gf/cm^{3},\;kgf/m^{2},\;dyn/cm^{2}.}